# Drag Vulcano
Drag Vulcano, nombre artístico de Isidro Javier Pérez Mateo (Gáldar, 1990), es una drag queen española, conocida por competir en la primera temporada de Drag Race España y ser la ganadora de la Gala Drag Queen de Las Palmas de Gran Canaria en 2022.

## Carrera
Isidro compitió por primera vez en la Gala Drag de Las Palmas de Gran Canaria en el año 2012, marcando su debut en la competición.
En 2021 Vulcano se unió a la competencia del reality Drag Race España en su primera temporada temporada, que comenzó a emitirse el 30 de mayo de 2021. En el segundo episodio Vulcano fue posicionada por los jueces entre las dos peores del episodio, y finalmente fue eliminada tras ser cuestionadamente derrotada en una batalla de lip sync por la concursante Arantxa Castilla La-Mancha, con la canción «Veneno pa tu piel» de La Veneno.
Tras el final de emisión de la temporada, Vulcano pasó a formar parte de la gira nacional del Gran Hotel de las Reinas, actuando ante más de 40 mil espectadores.
En marzo de 2022 compitió en la Gala Drag Queen de Las Palmas de Gran Canaria con el show «Por fin, cariño!», logrando ser la ganadora, justo en la celebración de su primera década sobre los escenarios. Tras su victoria en la Gala Drag, viajó hasta Colombia para actuar en la ciudad de Medellín con motivo de la celebración del Orgullo LGBT, participando en la gala de entrega de premios León Zuleta, en Telemedellín, así como en eventos organizados por el área de Cultura de la ciudad.
En marzo de 2023 le cedió oficialmente el puesto a la nueva ganadora, Drag Shíky. El 2 de marzo de 2024 fue coronada como ganadora de la cuarta edición de la Gala Drag Queen de Teror, por su espectáculo "Sentenciada a la eternidad".

## Filmografía

### Televisión
| Año  | Título           | Papel       | Notas       |
| ---- | ---------------- | ----------- | ----------- |
| 2021 | Drag Race España | Concursante | 3 episodios |
| 2021 | Tras la carrera  | Eliminada   | 1 episodio  |
| 2022 | Drag Race España | Invitada    | 1 episodio  |